# Ángela Piedrahíta
Ángela Piedrahíta (Cali, Valle del Cauca, Colombia, 22 de julio de 1984) es una reconocida actriz y presentadora Colombiana oriunda de Cali, Valle del Cauca. Cuenta con una gran variedad de personajes en la actuación que han sido reconocidos y recordados con cariño. Mantiene una vida activa en sus redes sociales en las que su activismo animalista es aplaudido.

## Carrera
Piedrahíta empezó a figurar en producciones de televisión en su país natal a comienzos de la década de 2010. En 2011 tuvo una pequeña participación en la película del cineasta caleño Carlos Moreno Herrera El cartel de los sapos. En 2014 obtuvo el reconocimiento de la audiencia al interpretar el papel de Virginia Tafur en la telenovela La ronca de oro, basada en la vida y obra de la cantante de música popular Helenita Vargas. Un año después personificó a una enfermera llamada Wendy en la serie de televisión Sala de urgencias, versión local de la producción estadounidense ER.
En 2018 empezó a interpretar el papel de Patricia en la telenovela de RCN Televisión La ley del corazón. También es recordada por su personaje en la Viuda Negra y por su personaje de la profesora Greicy en la segunda temporada de La Nocturna de Caracol TV.

## Plano personal
La actriz dedica gran parte de su tiempo a rescatar y cuidar animales en condición de calle. También ha participado en campañas en contra del maltrato a la mujer y de la práctica taurina. También es activista por el medio ambiente.

## Filmografía

### Televisión
| Año       | Título                           | Personaje         | Canal              |
| --------- | -------------------------------- | ----------------- | ------------------ |
| 2025      | La venganza de Analía 2          | Laura             | Caracol Televisión |
| 2020      | La Nocturna 2                    | Greici Domínguez  | Caracol Televisión |
| 2018-2019 | La ley del corazón 2             | Patricia          | Canal RCN          |
| 2016      | La viuda negra 2                 | Jenifer           | UniMás             |
| 2015      | Sala de urgencias                | Wendy             | Canal RCN          |
| 2014      | Divino niño                      |                   | Caracol Televisión |
| 2014      | La ronca de oro                  | Virginia Tafur    | Caracol Televisión |
| 2012      | Pablo Escobar: El Patrón del mal | Marcia            | Caracol Televisión |
| 2011      | Infiltrados                      |                   | Caracol Televisión |
| 2011      | El Joe, la leyenda               | Patricia "Patico" | Canal RCN          |
| 2010      | Salvador de Mujeres              |                   | Venevisión         |
| 2010      | Rosario Tijeras                  |                   | Canal RCN          |
| 2009-2010 | Amor En Custodia                 |                   | Canal RCN          |

## Cine
| Año  | Título                 | Personaje       |
| ---- | ---------------------- | --------------- |
| 2011 | El cartel de los sapos | Amiga de Martín |

## Presentadora
| Año  | Programa        | Canal         |
| ---- | --------------- | ------------- |
| 2014 | Turismo Capital | Canal Capital |
| 2014 | Defenzoores     | Canal Capital |